# Idiopsar
Genre
Idiopsar est un genre d'oiseaux Passeriformes de la famille des Thraupidae.

## Liste des espèces
Selon la classification de référence du Congrès ornithologique international (1 janvier 2024), il comporte quatre espèces :
- Idiopsar dorsalis (Cabanis, 1883) – Phrygile à dos roux
- Idiopsar erythronotus (Philippi & Landbeck, 1861) – Phrygile bicolore
- Idiopsar speculifer (d'Orbigny & Lafresnaye, 1837) – Diuca leucoptère
- Idiopsar brachyurus Cassin, 1867 – Idiopsar à queue courte

## Classification
Le nom valide complet (avec auteur) de ce taxon est Idiopsar Cassin, 1867.